# بير هوست
بير هوست (بالنرويجية البوكمول: Per Høst)‏ هو مونتير ومصور ومنتج أفلام ومخرج نرويجي، ولد في 5 ديسمبر 1907 في كريستيانية في النرويج، وتوفي في 27 ديسمبر 1971.

## وصلات خارجية
- بير هوست على موقع IMDb (الإنجليزية)
- بير هوست على موقع قاعدة بيانات الأفلام السويدية (السويدية)
- بير هوست على موقع قاعدة بيانات الفيلم (الإنجليزية)
- بير هوست على موقع كينوبويسك (الروسية)